# Хірата Акіхіко
Акіхіко Хірата (яп. 平田 昭彦, Хірата Акіхіко, 26 грудня 1927, Сеул, Південна Корея — 25 липня 1984, Токіо, Японія), при народженні — Акіхіко Онода (яп. 小野田 昭彦, Онода Акіхіко) — японський актор, відомий за численними ролями у фільмах студії Toho.
Хірата був одружений з Куґою Йошіко.

## Вибрана фільмографія
- The Last Embrace (1953)
- Girls Amongst the Flowers (1953)
- Even the Mighty Shed Tears (1953)
- Samurai I: Musashi Miyamoto (1954)
- Ґодзілла (1954)
- The Lone Journey (1955)
- Samurai II: Duel at Ichijoji Temple (1955)
- Samurai III: Duel at Ganryu Island (1956)
- Родан (1956)
- The Mysterians (1957)
- The H-Man (1958)
- Великий монстр Варан (1958)
- Submarine I-57 Will Not Surrender (1959)
- The Secret of the Telegian (1960)
- Storm Over the Pacific (1960)
- Мотра (1961)
- Зловісна зірка Горас (1962)
- Кінг-Конг проти Ґодзілли (1962)
- Atragon (1963)
- Ghidorah, the Three-Headed Monster (1964)
- 100 Shot, 100 Killed (1965)
- Ultraman (TV Series) (1966) as Doctor Iwamoto
- Ebirah, Horror of the Deep (1966)
- The Killing Bottles (1967)
- Son of Godzilla (1967)
- Latitude Zero (1969)
- Ґодзілла проти Мехаґодзілли (1974)
- Prophecies of Nostradamus (1974)
- Терор Мехаґодзілли (1975)
- The War in Space (1977)
- Sayonara Jupiter (1984)